# Schweinitzer Hütten
Schweinitzer Hütten ist eine Siedlung der Ortschaft Schweinitz von Möckern im Landkreis Jerichower Land in Sachsen-Anhalt.

## Geografie
Die Siedlung liegt etwa einen Kilometer östlich vom Ortskern der Ortschaft und befindet sich wie diese auf der westlichen Fläminghochfläche, einer Heide- bzw. magerrasenreichen Waldlandschaft des norddeutschen Tieflandes. Nur wenige hundert Meter südöstlich entspringt die Ehle und fließt von dort aus am Südrand des Ortes entlang in Richtung Westen an ihm vorbei. Im Norden und Osten begrenzt der Truppenübungsplatz Altengrabow die Gemarkung. Jenseits der Ehle liegen die östlichen Anteile des FFH-Gebietes Schweinitz bei Loburg.

## Geschichte
1796 bestand der Ort aus einem königlichen Holzläuferhaus, einem Teerofen und verschiedenen Häusern von Tagelöhnern.
Im Jahr 1847 wurde Schweinitzer Hütten im „Topographisch-statistischen Handbuch des Preussischen Staats“ gelistet. Zum Ort zählten ein Teerofen, zwei Förstereien, 20 Häuser und 145 Seelen.
Bis zur Eingliederung der Gemeinde Schweinitz in die Einheitsgemeinde Stadt Möckern zum 1. Januar 2009 war Schweinitzer Hütten ein Ortsteil.